# Калгун (округ, Південна Кароліна)
Шаблон:StateAbbr_ 33°40′ пн. ш. 80°47′ зх. д. / 33.67° пн. ш. 80.78° зх. д.
Округ Калгун (англ. Calhoun County) — округ (графство) у штаті Південна Кароліна, США. Ідентифікатор округу 45017.

## Історія
Округ утворений 1908 року.

## Демографія
За даними перепису 
2000 року 
загальне населення округу становило 15185 осіб, усе сільське.
Серед мешканців округу чоловіків було 7196, а жінок — 7989. В окрузі було 5917 домогосподарств, 4270 родин, які мешкали в 6864 будинках.
Середній розмір родини становив 3,03.
Віковий розподіл населення поданий у таблиці:
| Стать    | До 15 років | 15-21 | 22-29 | 30-39 | 40-49 | 50-65 | 65-85 | Понад 85 |
| -------- | ----------- | ----- | ----- | ----- | ----- | ----- | ----- | -------- |
| Чоловіки | 1590        | 666   | 596   | 968   | 1156  | 1366  | 791   | 63       |
| Жінки    | 1541        | 676   | 702   | 1092  | 1279  | 1451  | 1069  | 179      |

## Суміжні округи
- Ричленд — північ
- Самтер — північний схід
- Клерендон — схід
- Оранджберг — південь
- Лексінгтон — північний захід

## Виноски
1. ↑  U.S. Decennial Census. United States Census Bureau. Архів оригіналу за 26 квітня 2015. Процитовано 16 березня 2015.
2. ↑  Historical Census Browser. University of Virginia Library. Архів оригіналу за 12 грудня 2009. Процитовано 16 березня 2015.
3. ↑  Forstall, Richard L., ред. (27 березня 1995). Population of Counties by Decennial Census: 1900 to 1990. United States Census Bureau. Архів оригіналу за 2 лютого 2015. Процитовано 16 березня 2015.
4. ↑  Census 2000 PHC-T-4. Ranking Tables for Counties: 1990 and 2000 (PDF). United States Census Bureau. 2 квітня 2001. Архів оригіналу (PDF) за 18 грудня 2014. Процитовано 16 березня 2015.
5. ↑  State & County QuickFacts. United States Census Bureau. Архів оригіналу за 8 липня 2011. Процитовано 22 листопада 2013.(англ.) Наведено за англійською вікіпедією.
6. ↑  American FactFinder. Бюро перепису населення США. Архів оригіналу за 29 липня 2011. Процитовано 31 січня 2008.

| США | Це незавершена стаття з географії США. Ви можете допомогти проєкту, виправивши або дописавши її. |